# متحف روان البحري ومتحف فلوفيال والميناء
متحف روان البحري ومتحف فلوفيال والميناء ( (بالفرنسية: متحف ميوزيه البحري والبورتوير دي روين)‏) هو متحف مخصص لتاريخ ميناء روان الذي يعد من أعظم موانئ فرنسا. افتتح المتحف في عام 1999م، خلال مهرجان روان أرمادا للسفن الشاهقة الذي يقام كل خمس سنوات.

## المتحف
- تاريخ الميناء مع صور ومساحة عرض عن الدمار الذي سببته الحرب العالمية الثانية
- البنية التحتية للميناء والتدابير اللازمة لجعل نهر السين صالحاً للملاحة
- تراث روان في عصر الشراع ، مع معرض للسفن التي نقلت النيكل من كاليدونيا الجديدة
- البحرية التجارية ، مع العديد من نماذج سفن الشحن ، بما في ذلك بعض السفن التي كانت ترسو سابقًا في المبنى 13 أو بالقرب منه، والذي يضم الآن المتحف
- الملاحة النهرية
- بناء السفن
- الحوت الصيد، مع هيكل عظمي الحوت (انظر أدناه)
- تاريخ الغواصات ، مع استنساخ الجزء الداخلي لروبرت فولتون نوتيلوس

ويمكن للزوار مشاهدة محركات الصيد و بارجة ومواتير المداخلة، جرس الإنذار الضباب التي كانت تقع سابقا في مصب الريسل، التي يتم توفيرها من سطح الغوص والعتاد وإعادة إنتاج الإذاعي مقصورة السفينة 1960s.
يتم عرض هيكل الحوت (على سبيل الإعارة من متحف التاريخ الطبيعي لروان) في وسط المتحف. إنه حوت ذو زعنفة كان عمره 7 سنوات عندما مات بعد أن وصل إلى الشاطئ.
يتم عرض بارجة بطول 38 مترًا، بومبون روج ، في ساحة الفناء للمعرض. تم تدويرقبضتها إلى غرفة عرض حول الملاحة النهرية، بما في ذلك نموذج لقفل.
زيادة إلى ذلك، هناك معارض مؤقتة منتظمة حول مجموعة متنوعة من المواضيع، مثل جسر روان للأنتقال أو الفيكنغ .

## الصور

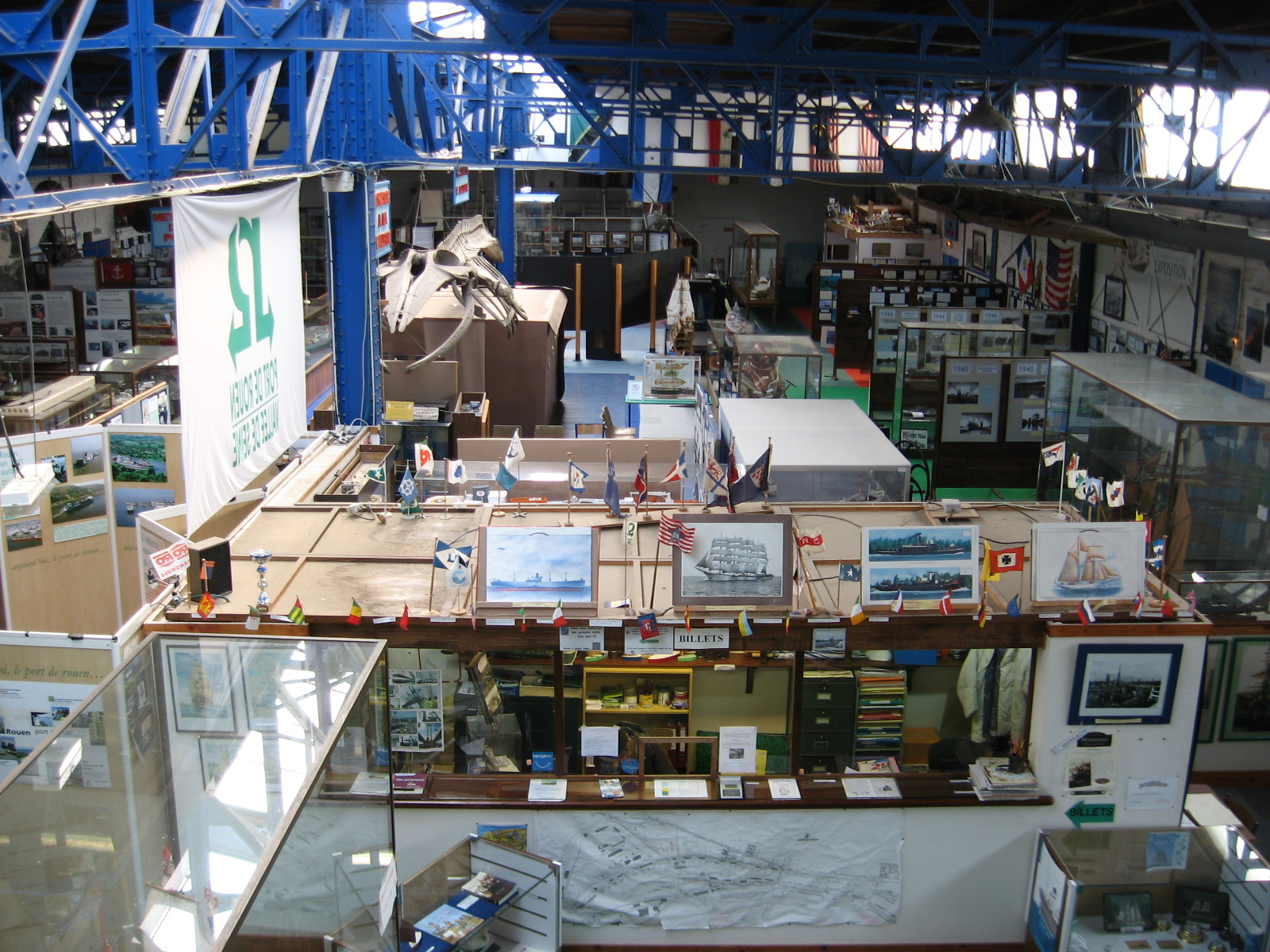
منظر عام المتحف
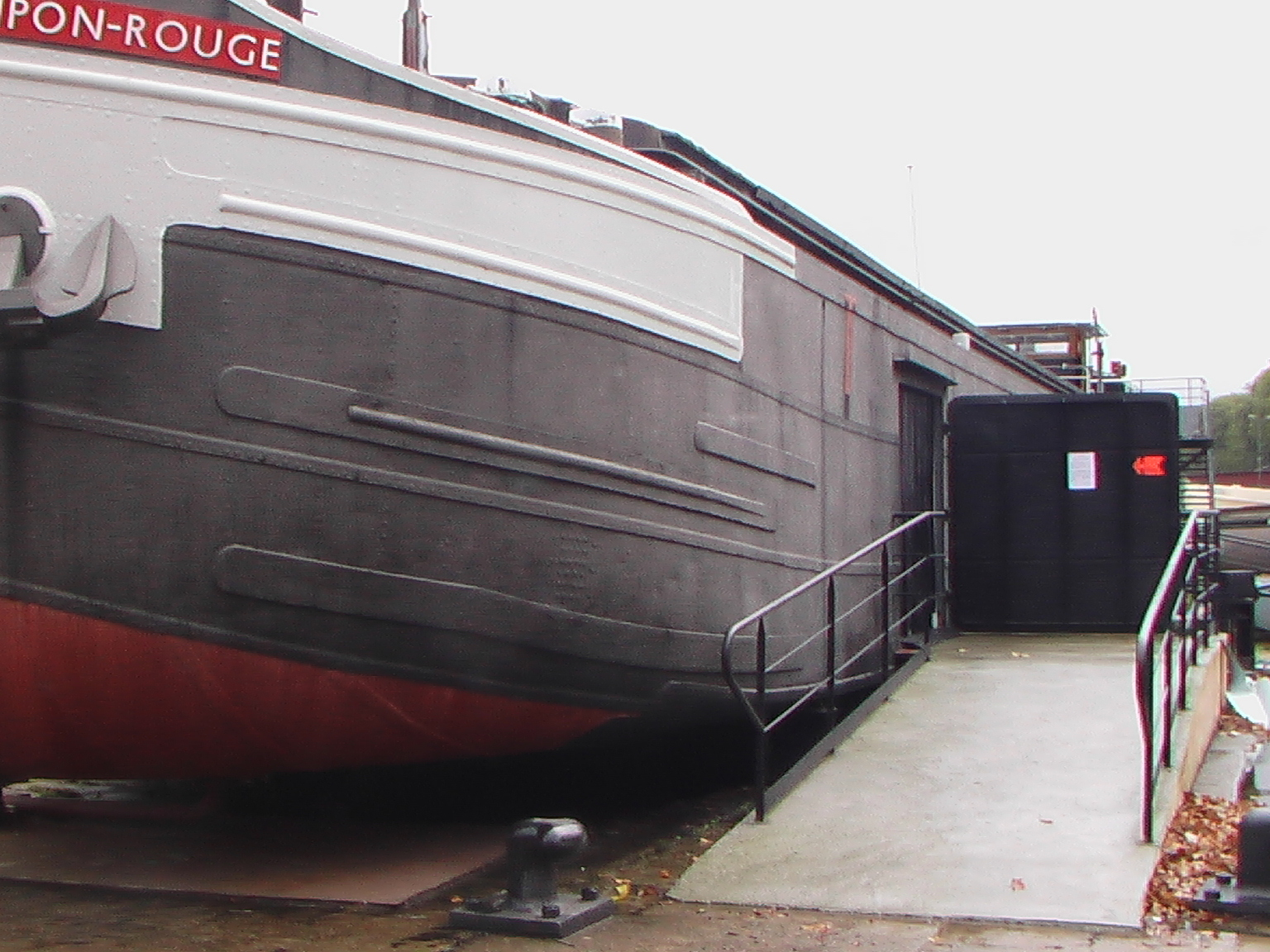
البارجة أضاليا روجالآن مساحة المعرض
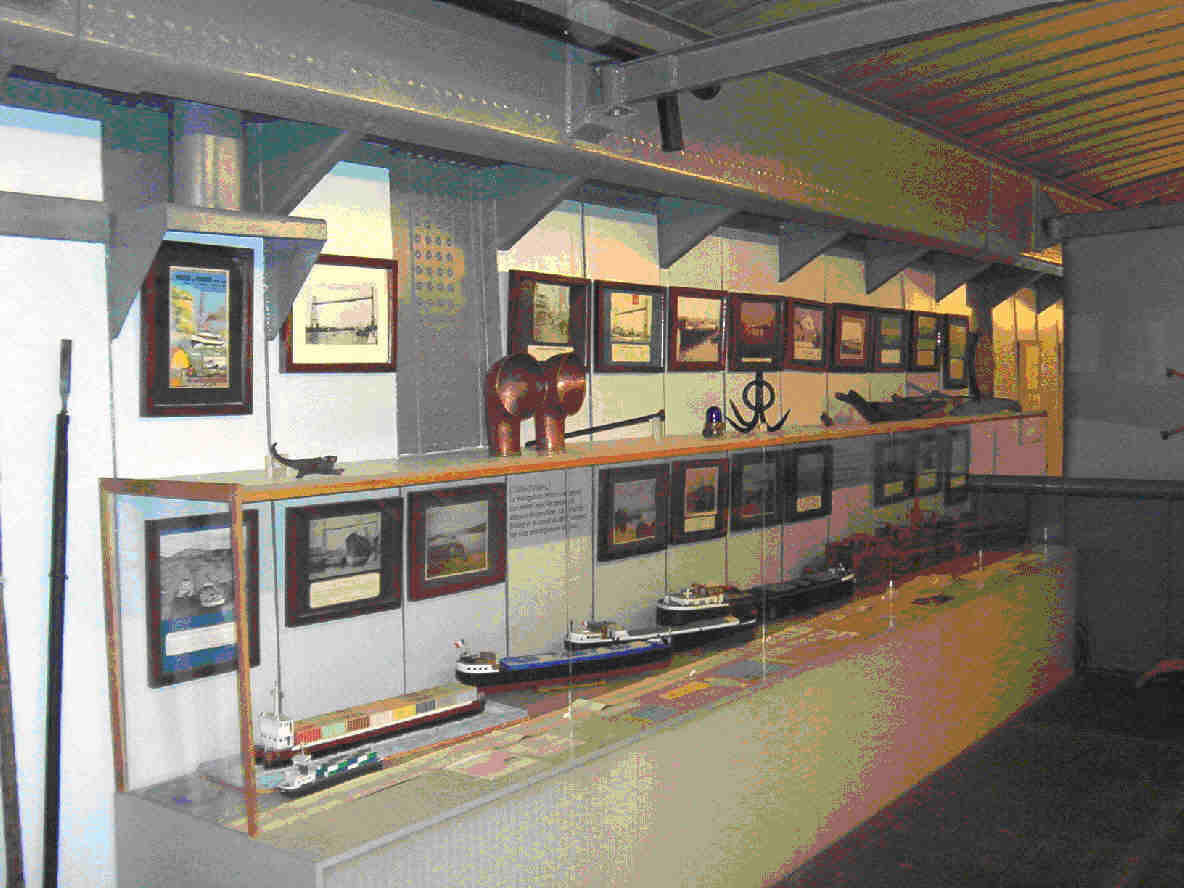
عقد من البارجة ، مع المعرض الدائم على الملاحة النهرية
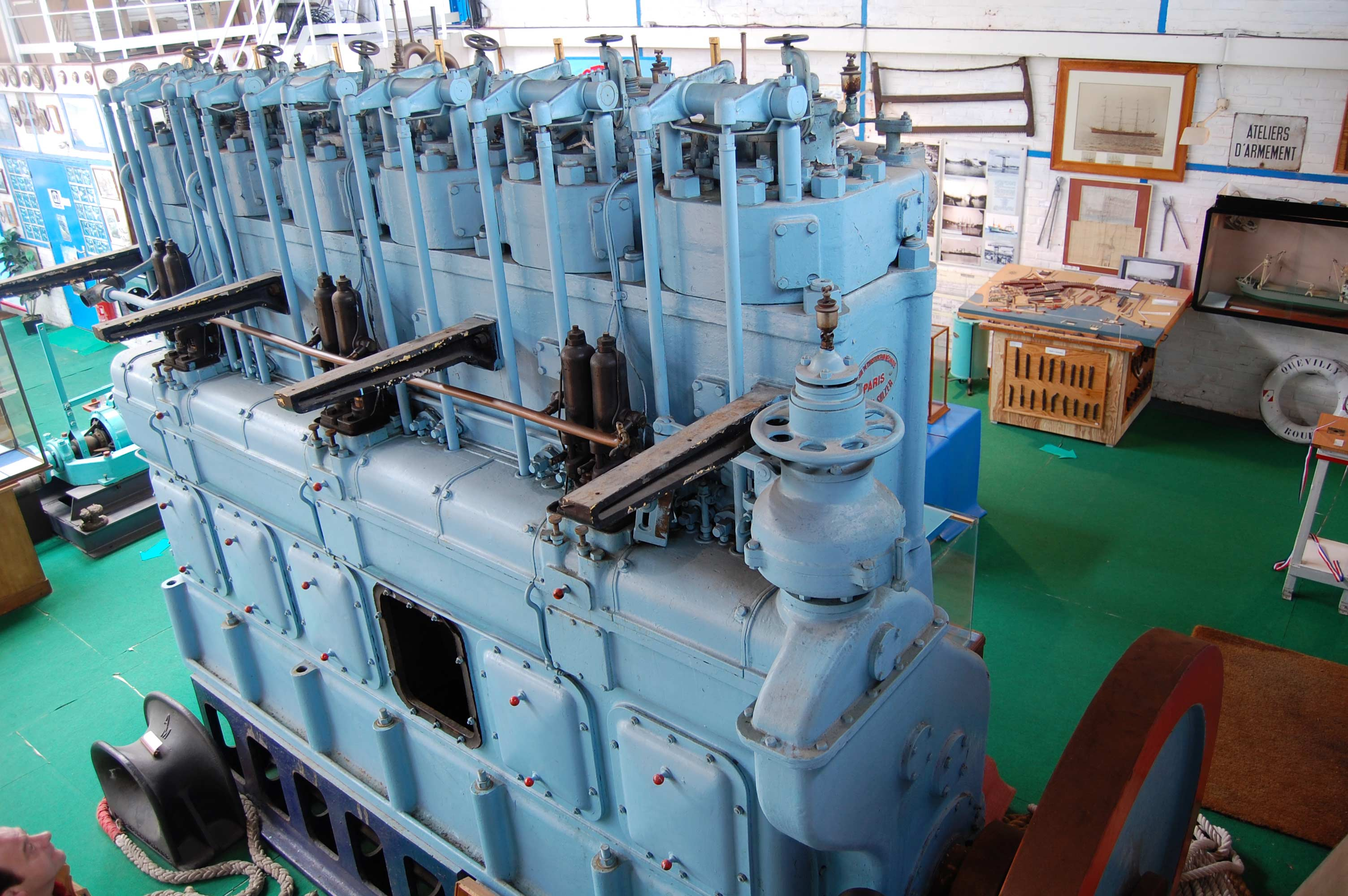
28–للطن ، 400 حصان سولزر المحرك (1937) التي تعمل بالطاقة سفينة صيد
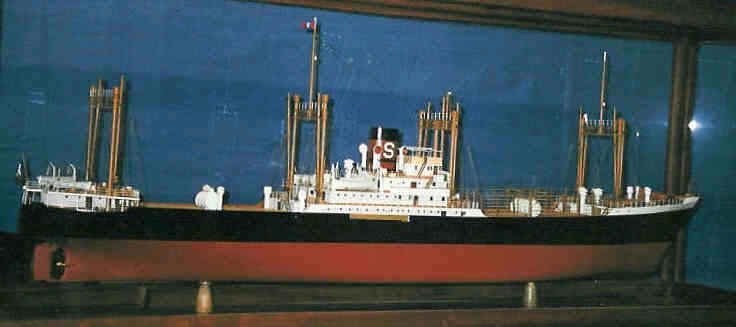
نموذج من ماري-لويز شيافينو السفينة التي غالبا ما رست أمام مبنى 13
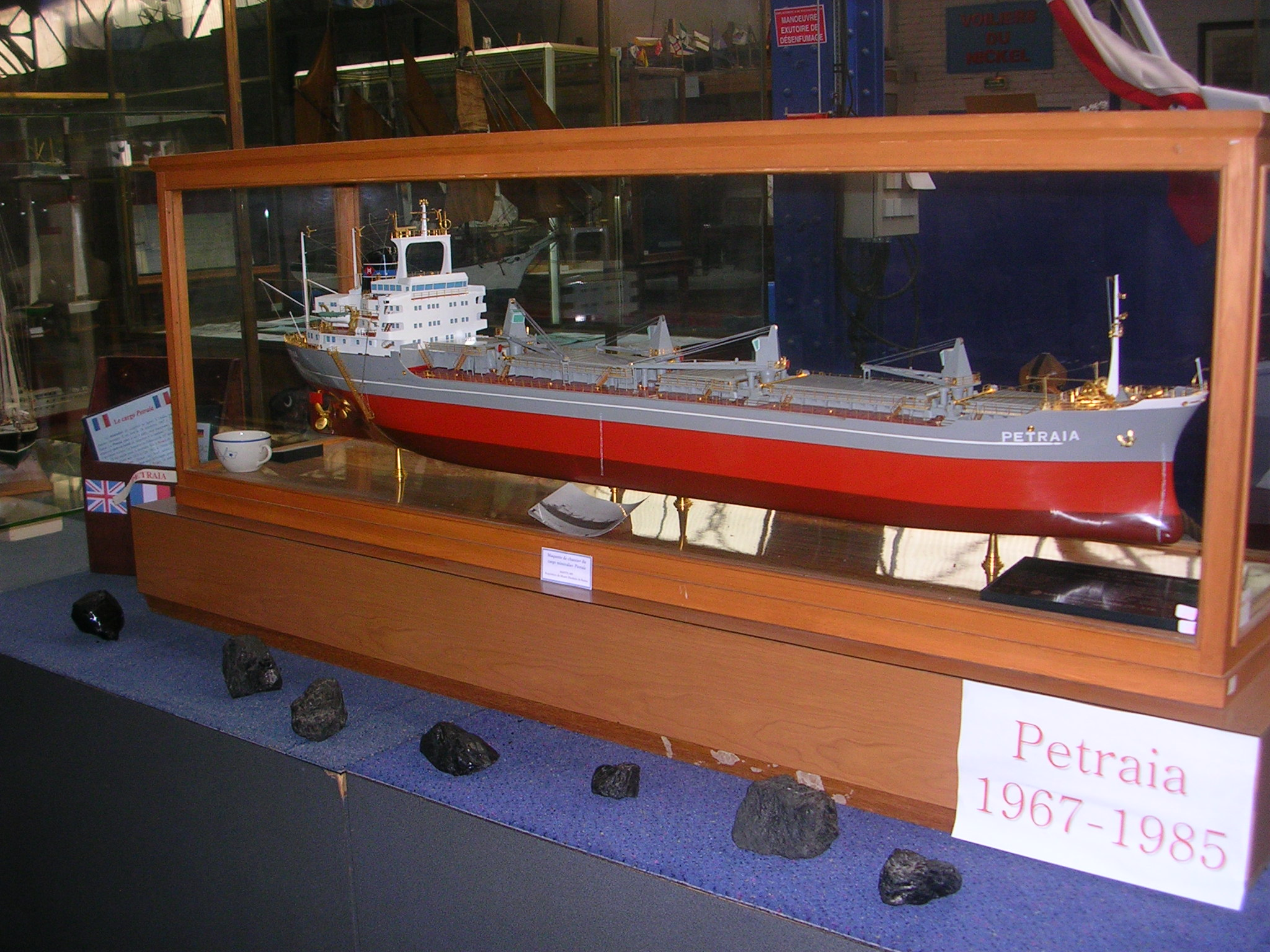
نموذج بيتراياالسفينة التي رست في كثير من الأحيان على الفحم قفص الاتهام ، عبر نهر السين من مبنى 13
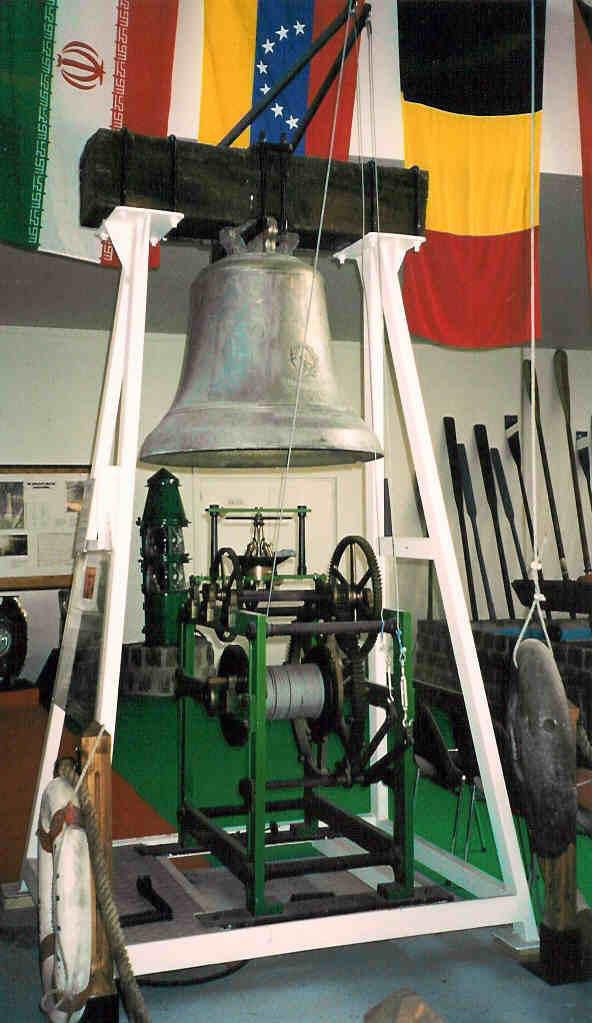
الضباب جرس الإنذار سابقا تقع في مصب نهر Risle
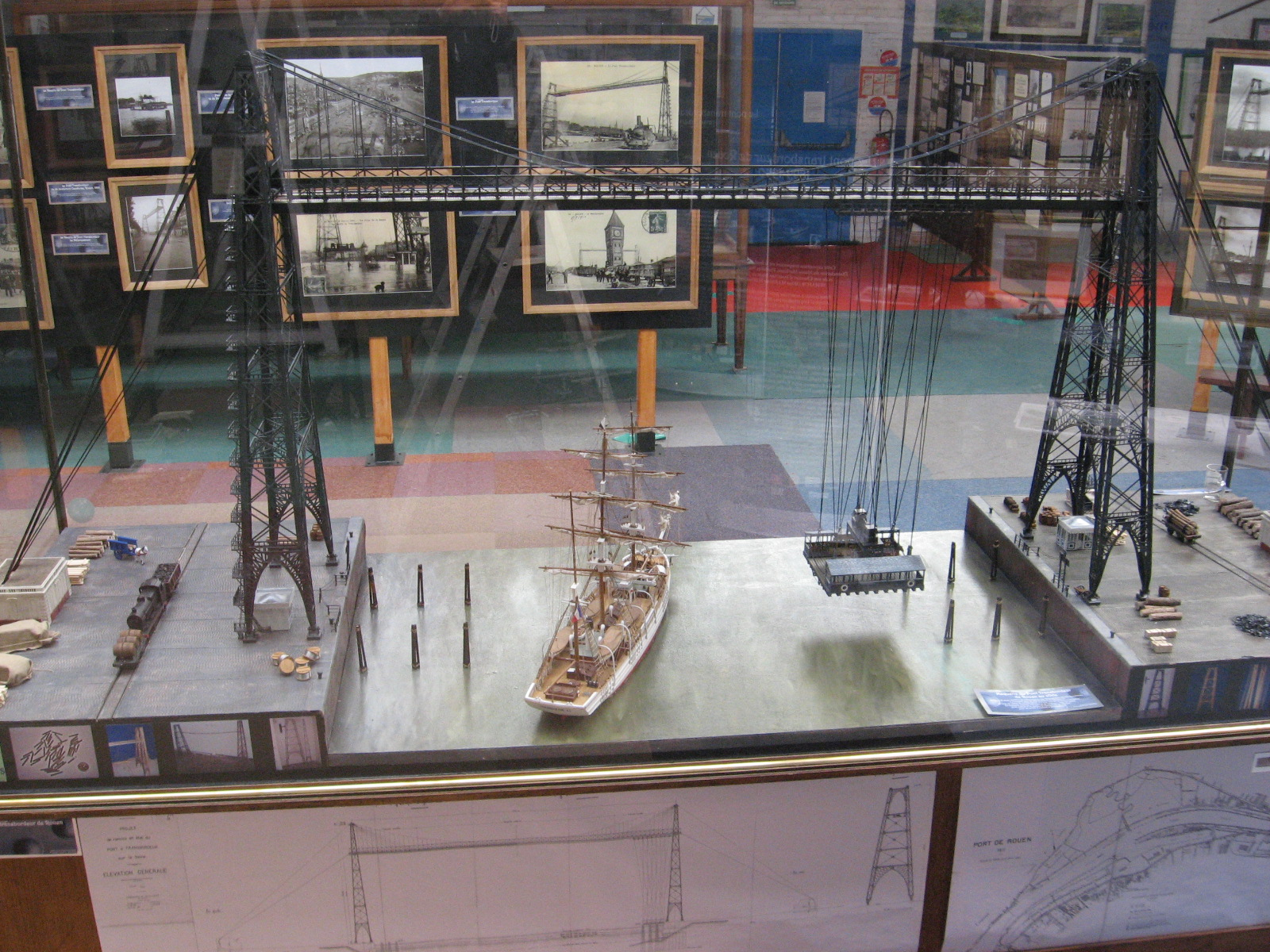
نموذج روان نقل الجسر
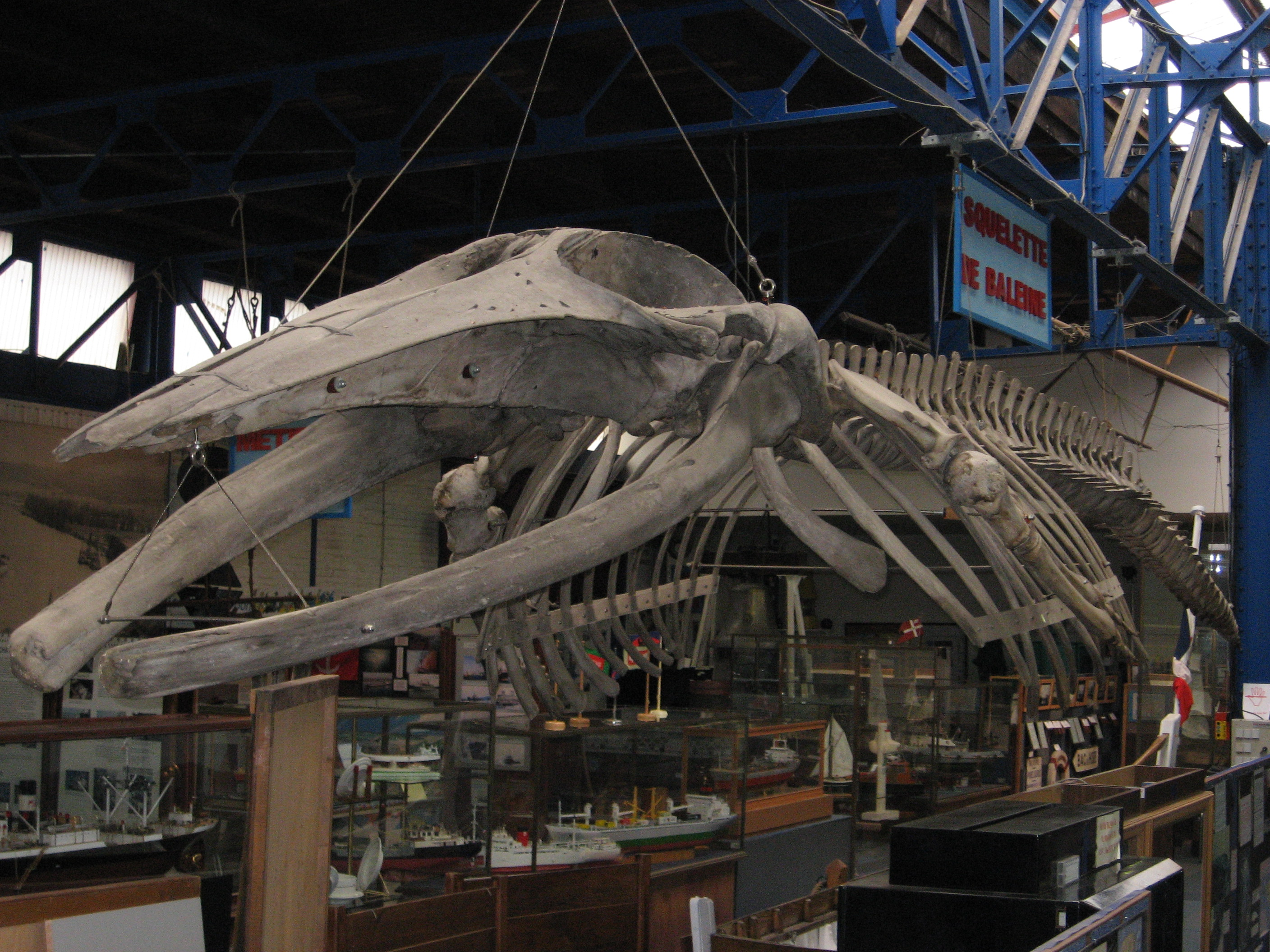
الحوت العظمي
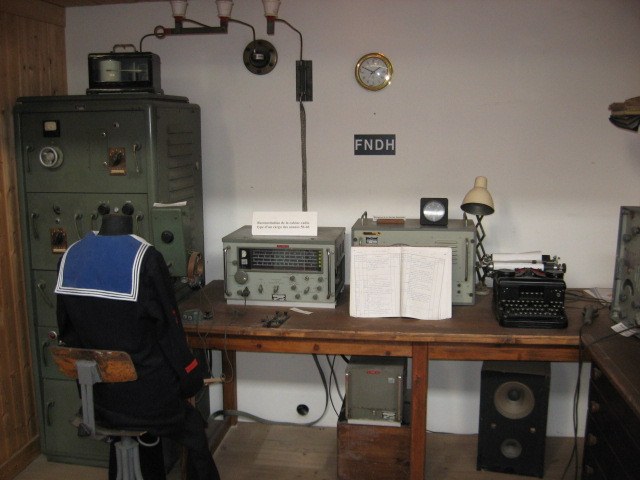
الاستنساخ من راديو المقصورة من 1960s السفينة
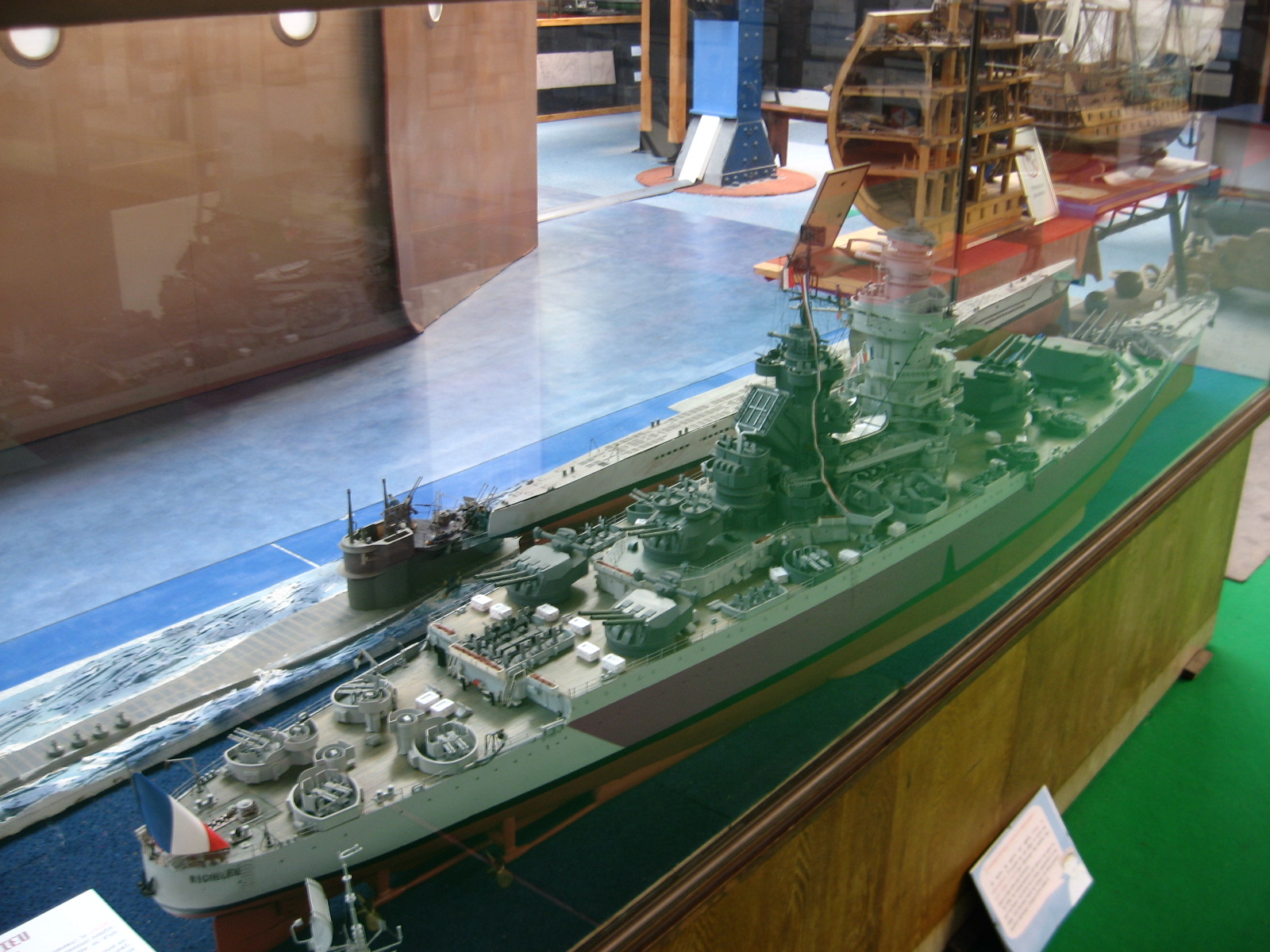
نموذج 1939 الفرنسية حربية ريشيليو
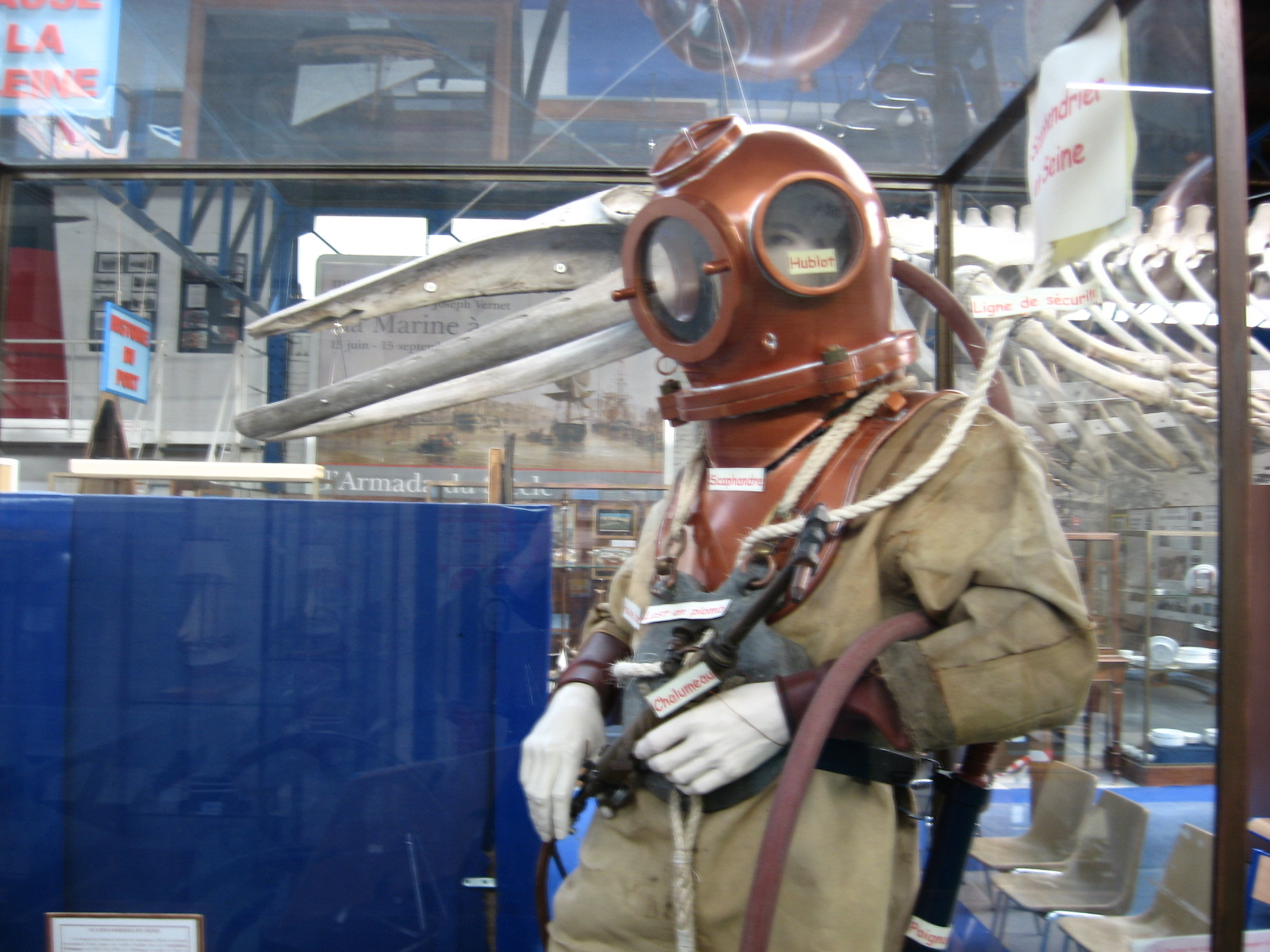
معدات الغوص

## الموقع

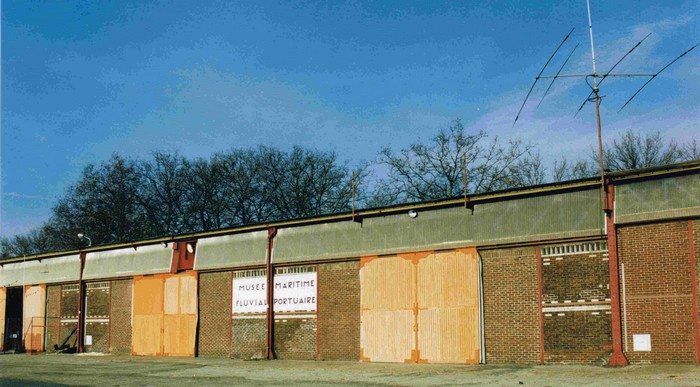
المبنى 13 حيث يقع المتحف

يقع المتحف في مبنى ميناء سابق، المبنى 13 ، ليس بعيدًا عن جسرغوستافا فلوبرت الجديد. تم بناء المبنى في عام 1926 ، وكان يسمى المبنى M حتى عام 1966 ، عندما تم إنشاء ميناء روان المستقل ( ميناء أوتومونجوم دو روين ).
وحتى سبعينيات، كان مستأجرا لشركة شيافينو، التي كانت تنقل النبيذ بين روان وشمال إفريقيا وأستخدمها كمخزن للنبيذ حتى إلى أن تم بناء مبنى خاص للنبيذ، وبعد ذلك بشكل أساسي للفواكه.
وقد أستخدمت المبنى فيما بعد من قبل سلسلة من الشركات المختلفة حتى عام 1984 ، عندما أصبح فائضًا بسبب عدم كفاية الحجم.

## روابط خارجية
- Musée maritime fluvial et portuaire de Rouen الموقع الرسمي.